# El Médano

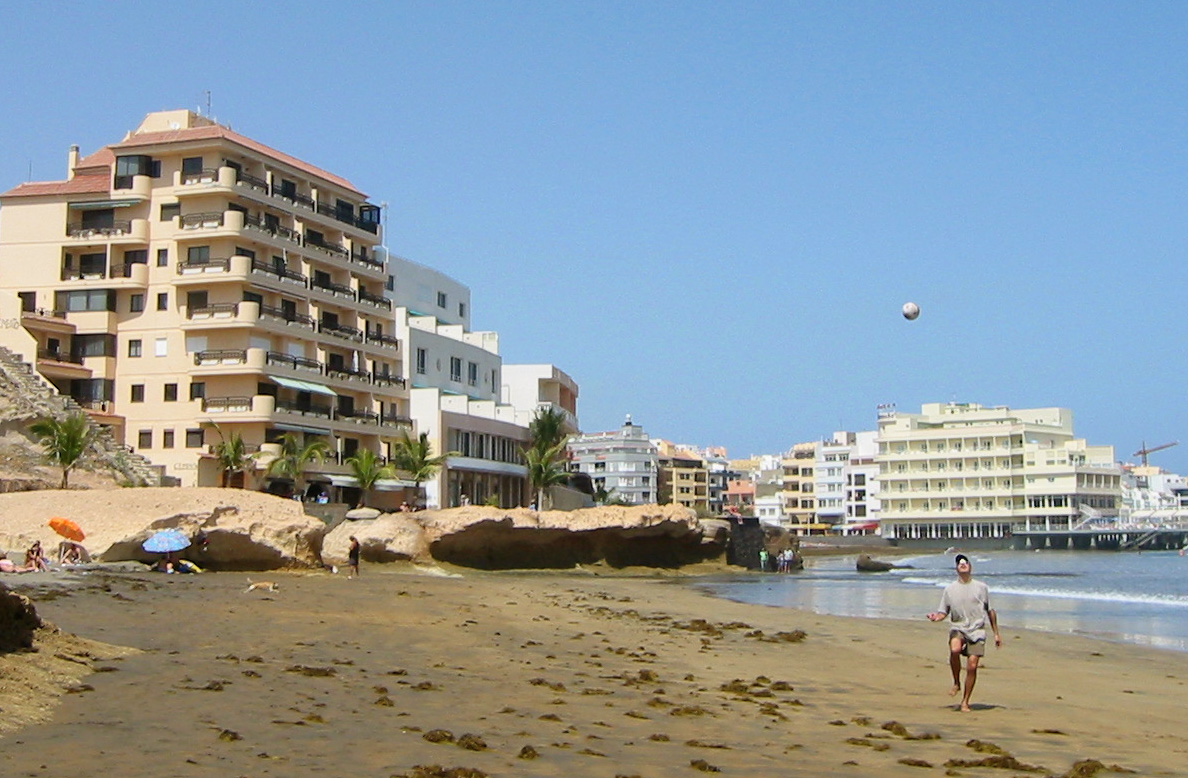
Spiaggia di El Médano

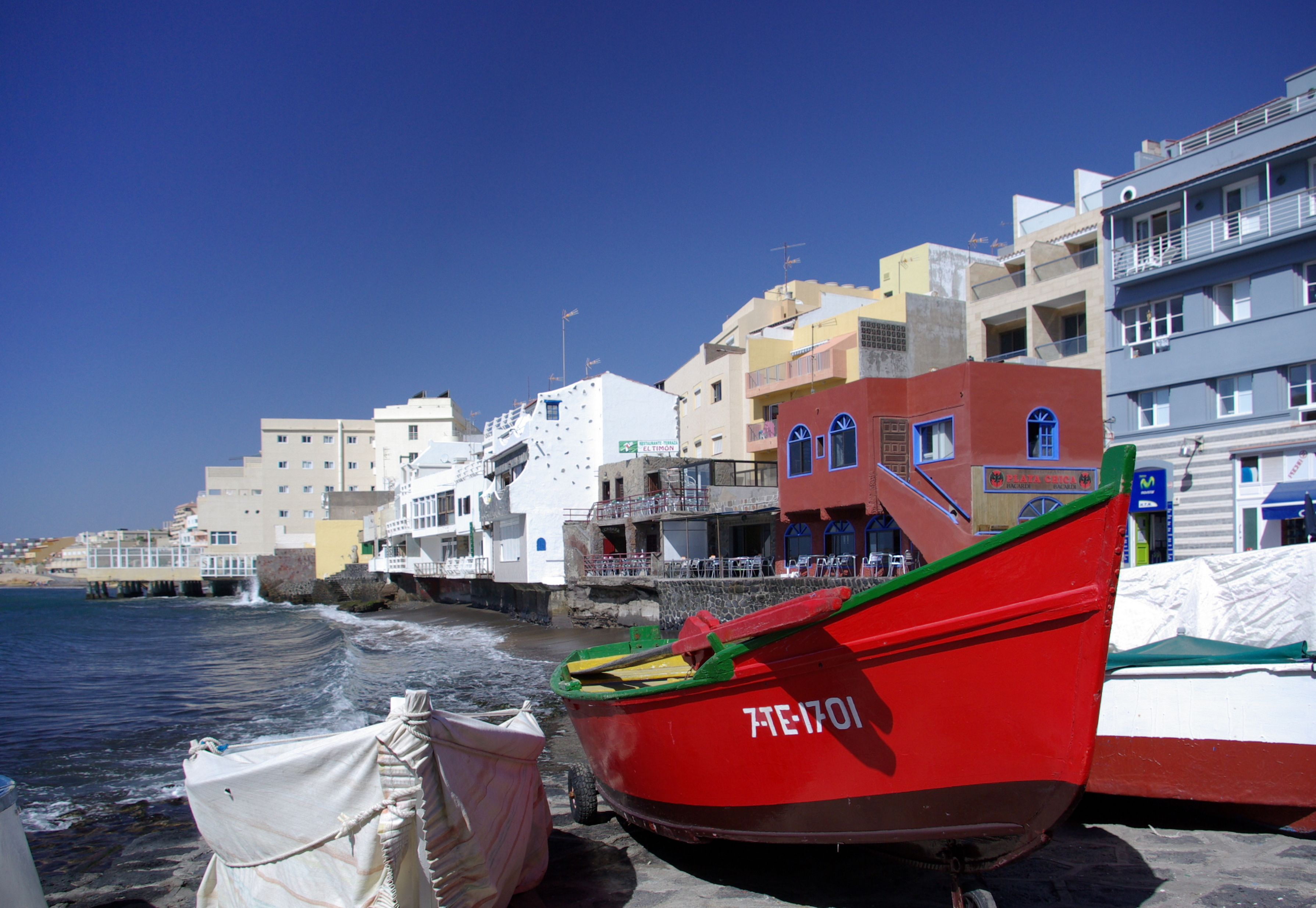
Costa della cittadina

El Médano è una cittadina dell'isola di Tenerife nell'arcipelago delle Isole Canarie. Fa parte del comune di Granadilla de Abona. Ha una popolazione di 8.407 abitanti (2021).

## Posizione
El Médano si trova sulla costa meridionale di Tenerife, vicino all'aeroporto di Tenerife Sur, tra il porto di Los Abrigos, situato a sud-ovest, e Arenas del Mar, situato più a est. Tra Los Abrigos ed El Médano si trovano il vulcano Montaña Roja e la spiaggia di La Tejita.

## Descrizione
El Médano è noto soprattutto per essere un centro dove si praticano windsurf, kite surf e aquilone.
Questa cittadina di medie dimensioni ha un porto, diverse spiagge, hotel e ristoranti, oltre a molti appartamenti in affitto.
Alla periferia della cittadina si trova la grotta di Santo Hermano Pedro, dove un tempo visse San Pedro de San José de Bethencourt. È un santuario di pellegrinaggio.

## Feste

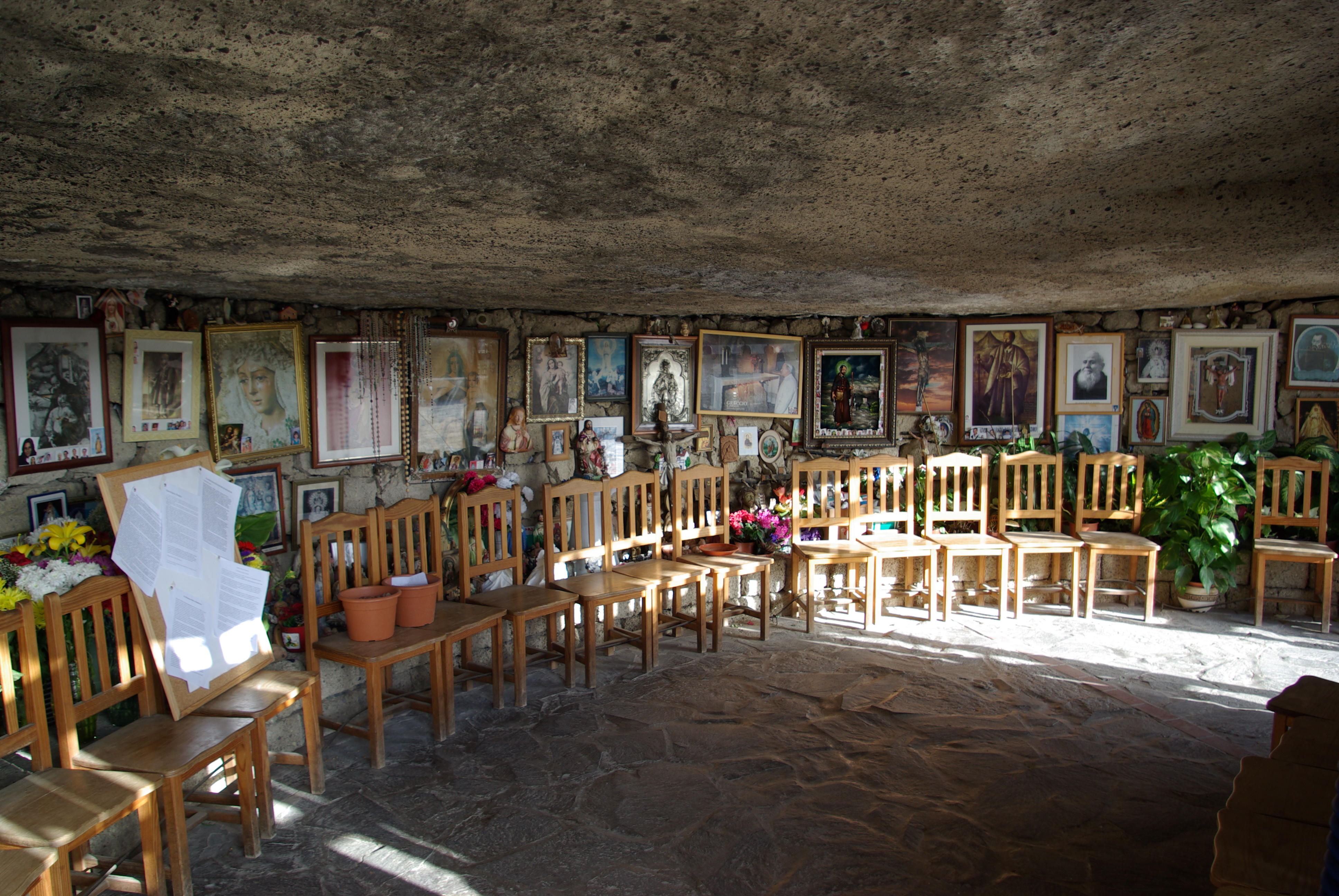
Grotta di Santo Hermano Pedro

- Terzo fine settimana di settembre: feste patronali in onore della Madonna della Misericordia.[2]
- Sabato precedente al 24 aprile: Pellegrinaggio dal centro di Vilaflor alla grotta di Santo Hermano Pedro.[3]
- 23 giugno: Notte di San Giovanni.